# Eksperyment Millikana

Idea eksperymentu

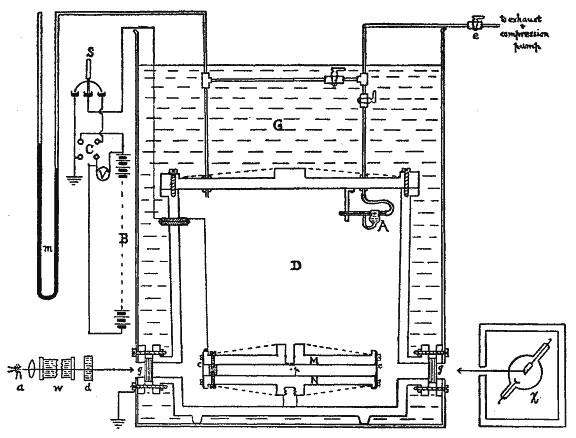
Schemat doświadczenia z pracy Millikana

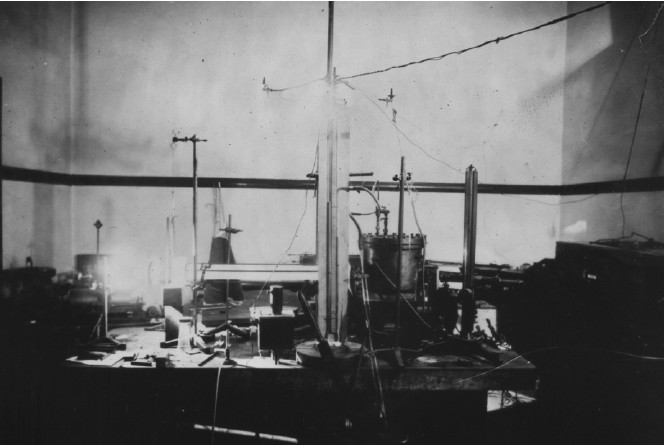
Stanowisko Millikana służące do wyznaczania ładunku elektronu.

Eksperyment Millikana – doświadczenie przeprowadzone w 1909 roku przez Roberta Millikana, w którym wykazał stałość ładunku elektronu i wyznaczył jego wartość.
Millikan rozpylał w powietrzu krople oleju, które elektryzowały się podczas rozpylania, po czym wpadały do kondensatora, gdzie ich ruch mógł być obserwowany przez mikroskop. Zamknięcie obwodu elektrycznego wytwarzało jednorodne pole elektryczne między poziomymi okładkami kondensatora. Pole to działało dodatkową siłą zmieniającą prędkość kropel. Obserwowano spadanie kropli przy wyłączonym napięciu i ich ruch przy włączonym. Na podstawie prędkości ruchu kropli możliwe było określenie sił działających na kroplę: grawitacyjnej, elektrycznej i siły oporu. Wiedząc, jak zmieniała się prędkość kropel po włączeniu pola elektrycznego, można było wyznaczyć wartość ich ładunku. Opracowując wyniki otrzymane z tego doświadczenia, Millikan stwierdził, że ładunek kropli jest skwantowany. Ładunki te były wielokrotnościami podstawowej wartości – ładunku elektrycznego elektronu.
{\displaystyle q=ne,}
gdzie:
{\displaystyle n=1,2,3,...,q} – całkowity ładunek,
{\displaystyle e} – wartość bezwzględna ładunku elektronu równa 1,6·10−19C.
Elektryzowanie się kropelek zachodziło w wyniku tarcia podczas rozpylania. W późniejszych eksperymentach efekt ten uzyskiwano również poprzez promieniowanie jonizujące (np. rentgenowskie).
Pierwsze opublikowane wartości ładunku elementarnego otrzymane tą metodą wynosiły 1,33 · 10−19C (wyznaczona 1910) i (1,592±0,0017) · 10−19C (wyznaczona 1914); dla porównania wartość ładunku elementarnego otrzymana (w roku 2000), innymi, dokładniejszymi metodami, wynosi 1,602176... · 10−19C. W 2. poł. XX w. metodę Millikana wykorzystywano przy poszukiwaniu swobodnych kwarków o ułamkowych wartościach ładunku elementarnego.